# Kokila
Kokila – metalowa forma odlewnicza, do której wlewa się roztopiony metal (często pod ciśnieniem). Kokila jest formą wielokrotnego użytku. Może być zalewana odśrodkowo lub grawitacyjnie.
Kokile stosuje się w odlewaniu kokilowym.